# Joseph Huts
Joseph Huts   (Montignies-sur-Sambre, 16 de gener de 1913 - Beersel, 24 d'octubre de 1995) va ser un ciclista belga, que fou professional entre 1935 i 1939. En el seu palmarès destaca una victòria d'etapa de la Volta a Espanya de 1936 que li va servir per liderar la cursa durant una etapa. També guanyà quatre etapes de la Volta a Catalunya.

## Palmarès
- 1933
  - Campió de Bèlgica militar
  - 1r a Gembloux
- 1935
  - 1r al Critèrium de Tarragona
  - Vencedor de 2 etapes de la Volta a Catalunya
- 1936
  - Vencedor de 2 etapes de la Volta a Catalunya
  - Vencedor d'una etapa de la Volta a Espanya
- 1938
  - 1r a l'Anvers-Gant-Anvers
  - 1r a la Volta a Limburg

### Resultats a la Volta a Espanya
- 1936. Abandona (4a etapa). Vencedor d'una etapa. Porta el mallot de líder durant 1 etapa

### Resultats al Giro d'Itàlia
- 1937. Abandona (6a etapa)